# شلوسبورن
شلوسبورن (به آلمانی: Schloßborn) یک منطقهٔ مسکونی در آلمان است که در گلاسهوتن (تاونوس) واقع شده‌است. شلوسبورن ۱۴٫۱۱ کیلومتر مربع مساحت و ۳٬۰۰۰ نفر جمعیت دارد و ۳۷۳ متر بالاتر از سطح دریا واقع شده‌است.